# Phil Jones
Philip Anthony Jones, född 21 februari 1992 i Preston, är en engelsk före detta professionell fotbollsspelare.

## Klubblagskarriär
Jones kom till Blackburn som elvaåring och spelade i klubbens ungdoms- och reservlag innan han skrev på ett proffskontrakt inför säsongen 2009–2010. Han debuterade i A-laget i en match mot Nottingham Forest i ligacupen den 22 september 2009. Trots positiva omdömen dröjde det till den 21 mars 2010 innan han fick starta sin första Premier League-match då Blackburn spelade 1-1 mot Chelsea på Ewood Park. Innan säsongen avslutades skrev Jones på ett nytt femårskontrakt med klubben den 4 maj 2010. Under sin första säsong i förstalaget spelade Jones 12 matcher, varav 9 i ligan.
Under inledningen av säsongen 2010–2011 tog Jones en fast plats i Blackburns startelva innan han i december skadade knät i en match mot West Ham. Skadan kom att hålla honom borta från spel fram till den 2 april då han spelade från start när Blackburn spelade 0-0 mot Arsenal. Trots det långvariga skadeuppehållet medverkade Jones i 25 av lagets 38 ligamatcher under säsongen.
De 13 juni 2011 meddelade Manchester United via sin officiella webbplats att man kommit överens med Blackburn om en övergång för Jones.
Den 19 maj 2023 meddelade Manchester United att de inte skulle förlänga med Jones. I augusti 2024 avslutade han sin spelarkarriär.

## Landslagskarriär
Jones debuterade i Englands U19-landslag i en match mot Turkiet den 17 november 2009. Han spelade totalt fyra matcher för U19-landslaget och hjälpte bland annat till att kvalificera laget till U19-EM 2010. Han debuterade i det engelska U21-landslaget den 10 augusti 2010. Sommaren 2011 var han uttagen i den engelska truppen till U21-EM 2011.
Den 12 maj 2014 blev Jones uttagen i Englands trupp till fotbolls-VM 2014 av förbundskaptenen Roy Hodgson.